# 위니 (소프트웨어)
위니(Winny, WinNY)는 일본의 P2P 파일 공유 프로그램이다. 이 프로그램은 프리넷 네트워크의 원칙에 고무를 받아 만들어졌으나, 프리넷은 자바를 기본으로 하였다면 위니는 윈도 C++ 응용 프로그램으로 제작되었다.
이 소프트웨어는 WinMX의 이름에서 따왔는데, M이 X로, N이 Y로 바뀐 것이다. 2006년 일본의 레코딩 산업 협회의 보고에 따르면 300만이 넘는 사람들이 위니를 써본 적이 있고 일본에서 WinMX를 대신하는 가장 유명한 파일 공유 프로그램으로 자리매김하였다.

## 같이 보기
- 셰어 (소프트웨어)
- WinMX

## 참고 문헌
- Kaneko Isamu (2005). 《The Technology of Winny(Winnyの技術 in Japanese)》. ASCII. 201쪽. ISBN 4-7561-4548-5. (Japanese)